# Ola Bremnes

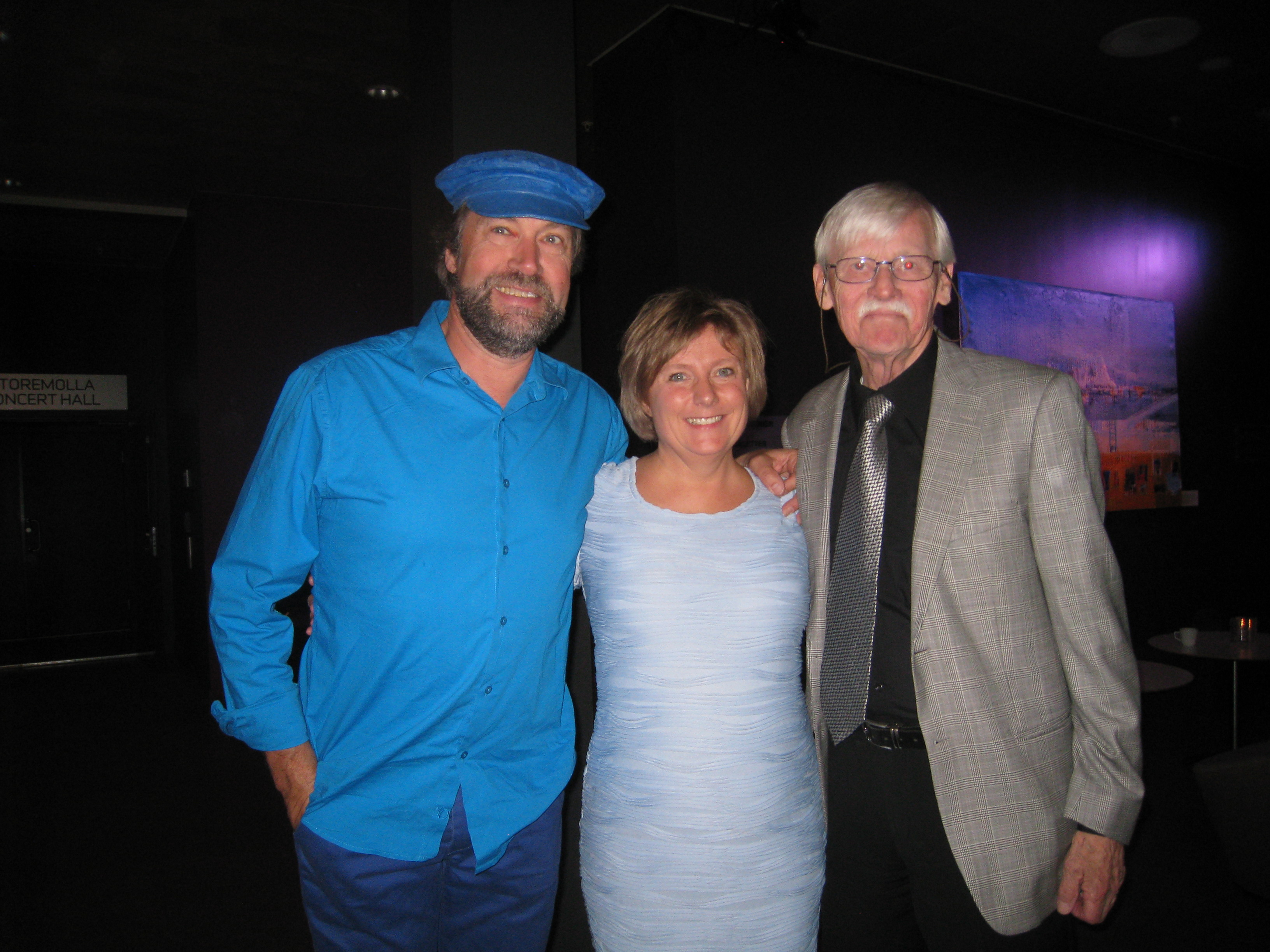
Ola Bremnes (links)

Ola Bremnes (Svolvær, 18 april 1955) is een Noors musicus, auteur en troubadour; hij is de broer van de musici Kari en Lars Bremnes.  
Bremnes heeft veel gewerkt met teksten van Petter Dass, onder meer voor het toneelstuk Vær hilset! uit 1995. Het is op meerdere festivals te zien geweest. Voor de Festspillene i Nord-Norge 2001 schreef hij Reysetøy in opdracht. Samen met zijn zuster en broer werd hem in 2000 de Spellemannprisen toegekend in het genre liederen en lieder-rock voor Soløye (2000), de Nordlysprisen (2004) en het Kardemommestipendiet (2006).

## Uitgaven/publicaties
- 1984: Mitt navn er Petter Dass som var ved verdens ende, met Kari Bremnes, teksten van Petter Dass en muziek van Sigvald Tveit, LP, Pro Musica
- 1992: Ord fra en fjord, met zijn zuster en broer, Spinner Records
- 1993: Folk i husan, met Kari Bremnes, Arne Bendiksen Records, 1980; opnieuw uitgegeven
- 1993: Der trollbåra bryt, sprookjes van Noord-Noorwegen door Karl Erik Harr voorgelezen, Grappa
- 1995: Vær hilset! met Bodø Domkor, coöperatie met componist Bjørn Andor Drage en de musici Håvard Lund, Susanne Lundeng, Børge Petersen-Øverleir, Terje Venaas en Finn Sletten.  CD, Grappa
- 1997: Så lenge scootern kan gå, kinderliedjes van het show met de rijksconcerten in 1993. Grappa
- 1997: Jubel og sang, boek met melodieën over Petter Dass, Uitgeverij Cappelen
- 1998: Vi som bygde skip, vanwege het 100-jarig jubileum van de Kaarbø-werkplaats in Harstad. Gearrangeerd door Bjørn Andor Drage. Euridice
- 2000: Soløye, met zijn zuster en broer
- 2004: Livstegn, soloalbum
- 2006: Gudene vet, soloalbum
- 2007: Trøbbel i trapesen, kinderboek, geïllustreerd door Odd Henning Skyllingstad